# Discover (Zucchero Fornaciari)
| Recensione        | Giudizio |
| ----------------- | -------- |
| Rockol            |          |
| Recensiamo musica |          |

Discover è un album di cover del cantautore italiano Zucchero Fornaciari, pubblicato il 19 novembre 2021 dalla Polydor Records.

## Descrizione

### Produzione
Primo disco di cover del cantautore emiliano, è stato concepito nel biennio 2020-2021, durante il quale Zucchero ha selezionato circa cinquecento brani ascoltati nell'intero corso della sua carriera. Questi ultimi sono stati scremati e portati a cento, da cui poi è risultata la track list di diciotto tracce del disco. La produzione è stata eseguita dallo stesso Zucchero presso la propria residenza Lunisiana Soul, a Pontremoli, affiancato da Max Marcolini, mentre il mixaggio e la registrazione sono stati effettuati presso i Larrabee Sound Studios di Hollywood, con parte del lavoro svolta da remoto.

### Confezionamento
La copertina, concepita e lavorata da Paolo De Francesco, è una fotografia scattata da Daniele Barraco. L'immagine, asciutta e definita, ritrae Zucchero immerso in una tempesta di neve, avvolto da una pelliccia colorata e un immancabile cappello a coprirgli il volto. È stata scattata nelle vicinanze del ghiacciaio dell'Aletsch a 3 463 metri di altitudine, in un punto raggiunto dai tre in motoslitta.
L'album, presentato al The Sanctuary Experience di Milano, è stato reso inizialmente disponibile in due versioni. Quella standard è composta da tredici brani e disponibile in CD, doppio LP nero e digitale. I formati fisici sono stati pubblicati anche in edizione limitata autografata, in esclusiva Amazon. La versione Box-Set, in esclusiva Universal Music, contiene un CD con le diciotto tracce, un doppio LP di colore bianco con le prime tredici tracce e un vinile 10" di colore azzurro con le cinque tracce bonus e un doppio LP di colore azzurro in edizione limitata. Sono stati resi disponibili, infine, ulteriori formati in vinile: dal 18 febbraio 2022 doppio LP di colore giallo e doppio LP di colore arancio, entrambi in edizione limitata, e dal 2 dicembre 2022 doppio LP lime trasparente e doppio LP blu trasparente.

### Concezione e titolo
Il titolo del progetto, proseguito con Discover II, è un triplice gioco di parole. Innanzitutto la parola contiene i termini "disco" e "cover". In secondo luogo "discover", in inglese, significa "scoprire", e fa riferimento alla riscoperta di brani del passato che il bluesman intende fare e trasmettere al suo pubblico. La coperta colorata che avvolge Zucchero nella copertina simboleggia il nuovo arrangiamento, definito «vestito», che il brano assume in seguito alla realizzazione della cover.
Il criterio di selezione dei brani è stato applicato con la finalità di rendere riconoscibili i brani originali delle canzoni, ma sotto una nuova e diversa luce: senza stravolgerne la composizione, ma apportando un proprio contributo interpretativo. In tal senso, alcuni dei cinquecento brani prescelti non sono stati inclusi anche se erano tra le canzoni preferite di Zucchero, in quanto sarebbe stato impossibile, a detta di Zucchero stesso, renderli più interessanti.

### Brani
Le prime due tracce dell'album sono cover di brani inizialmente non incisi, ma pubblicati su YouTube dai loro interpreti. Una prima versione live di Amore adesso!, il cui testo è la traduzione in italiano di No Time for Love Like Now, di Michael Stipe e Aaron Dessner, è stata presentata per la prima volta nel maggio 2020 con la pubblicazione del videoclip ufficiale girato in Piazza San Marco durante la pandemia di COVID-19, mentre Canta la vita, composto e registrato insieme a Bono, e il cui testo è la traduzione in italiano di Let Your Love Be Known, dedicato alle vittime della pandemia, era stato presentato pochi giorni prima alla Giornata della Terra. Seguono le cover di The Scientist, secondo singolo estratto, e di Wicked Game, entrambe rivisitate in una chiave blues acustica, e di Luce (tramonti a nord est), con un nuovo riff di pianoforte e dove Elisa partecipa in un finale dai toni ascendenti. Dopo il primo singolo estratto Follow You Follow Me, Zucchero duetta con Mahmood in Natural Blues, per il quale l'intento è quello di riproporre le atmosfere del brano originale Trouble So Hard della cantante folk Vera Hall piuttosto che quelle del brano di Moby che ne aveva utilizzato la voce come campionamento. Il terzo singolo estratto Fiore di maggio precede Human, nella quale l'elettronica cede il passo ad un arrangiamento in chiave roots rock, e Con te partirò. Chiudono le prime tredici tracce High Flyin' Bird, in cui al country quasi interamente acustico originale si accosta il suono della lap steel guitar, Ho visto Nina volare, già pubblicata in Dindondio e Wanted (The Best Collection), che viene completata con un duetto virtuale con Fabrizio De André, e Lost Boys Calling, dalla colonna sonora di La leggenda del pianista sull'oceano, con una parte della partitura originale inviata al bluesman da Andrea Morricone e inserita nella colonna sonora del documentario Ennio. Aprono le tracce presenti nel disco del Box-Set Deluxe il country pop Old Town Road e il gospel Motherless Child, il cui titolo è stato modificato da Eric Clapton dall'originale Motherless Child Blues di Barbecue Bob, seguiti da tre brani non del tutto inediti: Lotus Flower, scritta ed eseguita insieme a Tomoyasu Hotei e già pubblicata in Soul to Soul, Silent Night,  già incisa per la colonna sonora del documentario Silent Night – A Song For The World, trasformata in una ballata di pace e speranza e parzialmente spogliata del suo significato cristiano, come testimoniato dal videoclip che fa riferimento alla tregua di Natale, e Everybody's Got to Learn Sometime, in un duetto inedito con Ben Zucker pubblicato anche nell'album Jetzt Eest Recht di quest'ultimo.

## Tracce
1. Amore adesso (No Time for Love Like Now) – 4:10 (testo: Aaron Dessner, Michael Stipe, Zucchero – musica: Aaron Dessner, Michael Stipe)
2. Canta la vita (Let Your Love Be Known) (feat. Bono) – 4:05 (testo: Bono, Zucchero – musica: Bono)
3. The Scientist – 5:05 (Coldplay)
4. Wicked Game – 4:20 (Chris Isaak)
5. Luce (tramonti a nord est) (feat. Elisa) – 4:42 (testo: Elisa, Zucchero – musica: Elisa)
6. Follow You Follow Me – 4:15 (testo: Mike Rutherford – musica: Tony Banks, Phil Collins)
7. Natural Blues (feat. Mahmood) – 4:07 (Alan Lomax, Moby, Vera Hall)
8. Fiore di maggio – 4:26 (Fabio Concato)
9. Human – 3:42 (Rag'n'Bone Man, Nick Monson, Jamie Hartman)
10. Con te partirò – 4:08 (testo: Lucio Quarantotto – musica: Francesco Sartori)
11. High Flyin' Bird – 3:29 (Billy Edd Wheeler)
12. Ho visto Nina volare (feat. Fabrizio De André) – 4:05 (Fabrizio De André, Ivano Fossati)
13. Lost Boys Calling – 3:41 (testo: Roger Waters – musica: Ennio Morricone)

Contenuto bonus nell'edizione deluxe
1. Old Town Road (Lil Nas X, Trent Reznor, Atticus Ross, YoungKio)
2. Motherless Child (Barbecue Bob)
3. Lotus Flower (feat. Tomoyasu Hotei) – 4:34 (testo: Zucchero – musica: Tomoyasu Hotei)
4. Silent Night – 3:25 (testo: Angelo Meli, Luigi Picchi, Zucchero – musica: Franz Xaver Gruber)
5. Everybody's Got to Learn Sometime (feat. Ben Zucker) – 4:07 (The Korgis)

## Formazione
- Zucchero – voce, pianoforte, chitarra acustica, chitarra elettrica, organo, tastiera, piatto, armonica, mellotron
- Max Marcolini – chitarra acustica, chitarra elettrica, bouzouki, pedal steel guitar, ukulele, programmazione, cori (traccia 9)
- Davide Rossi – archi (tracce 2, 6, 10, 13)
- Federico Biagetti – lap steel guitar, dobro (traccia 11)
- Bono – cori (traccia 2)
- Stefania Orrico – cori (tracce 1, 2, 3, 4, 6, 9)
- Mari Crisci, Silvia Pellegri – cori (tracce 2, 6)
- Sara Grimaldi – cori (tracce 7, 9)
- Manny Marroquin, Chris Galland, Ramiro Fernandez-Seoane, Anthony Vilchis – missaggio
- Michelle Mancini – mastering

## Successo commerciale
Discover ha debuttato alla quarta posizione della classifica italiana degli album e alla prima posizione della classifica italiana dei vinili più venduti, venendo certificato disco d'oro dopo sei settimane.

## Classifiche
| Classifica (2021) | Posizione massima |
| ----------------- | ----------------- |
| Austria           | 16                |
| Belgio (Vallonia) | 98                |
| Germania          | 51                |
| Italia            | 4                 |
| Svizzera          | 10                |

### Classifiche di fine anno
| Classifica (2021) | Posizione |
| ----------------- | --------- |
| Italia            | 64        |